# تويوتا لاند كروزر
تويوتا لاند كروزر هي إحدى طرازات شركة تويوتا للسيارات. تم تصميمها عام 1951م كطراز شبيه بسيارات جيب وبدأ إنتاجها عام 1954م. تم إنتاج السيارة كمتحولة، سقف صلب، ستيشن وشاحنة معدات.
تتمتع تويوتا لاند كروزر 2012 الجديدة بشبك تهوية عريض مزيّن بالكروم، وصادم أمامي جديد معاد تصميمه، وأضواء أمامية عالية الوضوح مزوّدة بخاصية الإضاءة النهارية LED بالإضافة إلى أضواء ضباب دائرية كبيرة وأضواء التفاف على المرايا الجانبية المعاد تصميمها.
أما من الخلف، فتتميز تويوتا لاند كروزر بأضواء كبيرة عالية الوضوح، تجمع ما بين باب الصندوق الخلفي والصادم البارز الأنيق. وزودت شركة تويوتا طراز لاند كروزر بإطارات معدنية جديدة قياس 18 انش.
تحتوي المقصورة الداخلية في تويوتا لاند كروزر 2013 على تجهيزات فخمة وأنيقة، تتمثل في عدادات واضحة وعصرية، وعجلة قيادة من الخشب المتعرج والجلد، ومقبض أكبر لذراع نقل الحركة وفي الأبواب ومفاتيح الأجهزة الصوتية ونظام تكييف الهواء للمقاعد.
كما يحتوي الكونسول الوسطي في تويوتا لاند كروزر الجديدة على شاشة عرض كبيرة تمكنك من التحكم بالعديد من الوظائف، مثل نظام الملاحة وأنظمة القيادة والأنظمة الترفيهية، ويحتوي الكونسول الوسطي أيضاً على العديد من الازرار للتحكّم با الراديو والنظام الصوتي ونظام التكييف. وزودت لاند كروزر 2013 بمشغل أقراص مرتبط بنظام صوتي فاخر مكون من 14 سماعة، بالإضافة إلى نظام بلوتوث للهاتف، ومدخل يو أس بي لربط الأجهزة الموسيقية والهواتف الذكية.
تعتبر سلسلة من المركبات ذات الدفع الرباعي التي تنتجها شركة تصنيع السيارات اليابانية تويوتا. إنها سلسلة موديلات تويوتا الأطول تشغيلًا وثاني أطول سيارة دفع رباعي في الإنتاج بعد شيفروليه سوبربان. اعتبارًا من عام 2019، بلغ إجمالي مبيعات لاند كروزر أكثر من 10 ملايين وحدة حول العالم. 
بدأ إنتاج الجيل الأول من لاند كروزر في عام 1951  كإصدار تويوتا لسيارة تشبه الجيب.  تم إنتاج لاند كروزر بأنماط هيكل السيارة القابلة للتحويل والسقف الصلب والعربات ستيشن واغن وشاسيه الكابينة. أدت موثوقية لاندكروزر وطول عمرها إلى شعبية كبيرة، خاصة في أستراليا، حيث تعد السيارة الأكثر مبيعًا ذات الدفع الرباعي الهيكل على الهيكل. كما تختبر تويوتا لاند كروزر على نطاق واسع في المناطق النائية الأسترالية - التي تعتبر واحدة من أصعب بيئات التشغيل في كل من درجة الحرارة والتضاريس. في اليابان، لاند كروزر هي حصرية لوكلاء تويوتا اليابانيين الذين يطلق عليهم متجر تويوتا.
اعتبارًا من عام 2018، أصبحت لاند كروزر (جي200) متوفرة في العديد من الأسواق. تشمل الاستثناءات كندا، ماليزيا (التي تستقبل لازكس أل أكس بدلاً من ذلك)، هونغ كونغ، ماكاو، سنغافورة، كوريا الجنوبية، البرازيل، تايلاند وأجزاء كبيرة من أوروبا.
في أوروبا، الدول الوحيدة التي تباع فيها لاند كروزر رسميًا هي جبل طارق، مولدوفا، روسيا وأوكرانيا. تحظى لاند كروزر أيضًا بشعبية كبيرة في إفريقيا، حيث يتم استخدامها من قبل المزارعين، المنظمات غير الحكومية، الأمم المتحدة، المنظمات الإنسانية والجيوش الوطنية (غالبًا ما تكون نسخة البيك أب) وكذلك من قبل الجماعات المسلحة غير النظامية التي تحولها إلى "تقنيين'' من خلال آلة التركيب البنادق في العمق.

## الأصل
عندما احتل الجيش الإمبراطوري الياباني الفلبين عام 1941، وجدوا سيارة جيب أمريكية وأرسلوها على الفور إلى اليابان. أمرت السلطات العسكرية اليابانية شركة تويوتا بإنتاج سيارة مماثلة ولكن لتغيير المظهر. أدى النموذج الأولي للنموذج إي كاي الناتج إلى يون شيكي كوجاتا كاموتسو شا (cargo 式 小型 貨物 車 نوع 4 شاحنة بضائع مدمجة). كان الجيش الإمبراطوري يستخدم بالفعل سيارة استطلاع من نوع كوروغان 95 ذات الدفع الرباعي ابتداءً من عام 1936.
في وقت لاحق من عام 1941، أصدرت الحكومة اليابانية تعليمات إلى شركة تويوتا لإنتاج شاحنة خفيفة للجيش الياباني. في عام 1942، طورت تويوتا النموذج الأولي إي كاي10 (AK10) عن طريق الهندسة العكسية لـ بانتام دجاي بي. تتميز الشاحنة التي يبلغ وزنها نصف طن بشبكة أمامية منتصبة، وأقواس عجلات أمامية مسطحة تميل إلى الأسفل والخلف مثل أف جي40، ومصابيح أمامية مثبتة فوق أقواس العجلات على جانبي الرادياتير، وزجاج أمامي قابل للطي.
يتم تشغيل إي كاي10 بواسطة محرك 2,259 سم مكعب (2.3 لتر)، 4 أسطوانات من النوع سي من سيارة تويوتا موديل إي إِ سيدان إلى جانب ناقل حركة يدوي ثلاثي السرعات وعلبة تروس نقل ذات سرعتين. على عكس جيب الولايات المتحدة، كان استخدام إي كاي10 محدودًا ونادرًا ما تكون صوره في ساحة المعركة.
في يونيو 1954، رداً على ادعاءات انتهاك العلامة التجارية من قبل شركة ويليز التي أنتجت السيارة الجيب الأصلية، أعاد مدير التكنولوجيا هانجي أومهارا تسمية السيارة «لاند كروزر».
تختلف سيارة تويوتا «جيب» بي جيه بعد الحرب تمامًا عن إي كاي10 ولا ترث أي أجزاء ميكانيكية منها. ومع ذلك، تم تطبيق الكثير من الدروس المستفادة أثناء تطوير إي كاي10 عند تطوير بي جي.

## نماذج موجهة للطرق الوعرة

### بي جي وأف جي (1951)
| بي جي وأف جي      | بي جي وأف جي                              |
| ملخص              | ملخص                                      |
| ----------------- | ----------------------------------------- |
| الإنتاج           | 1951–1955                                 |
| جمعية             | تويوتا سيتي، اليابان (هيكل سيارة أراكاوا) |
| الجسم والشاسيه    |                                           |
| شكل الهيكل        | ببابين سطح ناعم                           |
| التصميم           | محرك أمامي، دفع خلفي                      |
| مجموعة نقل الحركة |                                           |
| المحرك            | 3.4 لترات ب 6 3.9 لترات أف I6             |
| الأبعاد           |                                           |
| قاعدة العجلات     | 2,650 ملم (104.3 بوصة)                    |

#### تاريخ
في عام 1950، خلقت الحرب الكورية طلبًا على مركبة عسكرية خفيفة. وضعت الحرب سيارة جيب على أعتاب اليابان. طلبت حكومة الولايات المتحدة 100 سيارة بمواصفات ويلي الجديدة آنذاك وكلفت شركة تويوتا بتصنيعها. تم تطوير النموذج الأولي لـ تويوتا «جيب بي جي» في يناير 1951. جاء ذلك من الطلب على سيارات الخدمات من النوع العسكري، مثل الكثير من سيارات سلسلة 1 لاند روفر البريطانية التي تم تطويرها في عام 1948. كان جيب بي جي أكبر من سيارة جيب الأمريكية الأصلية وأكثر قوة بفضل محرك البنزين رباعي الأشواط سداسي الأسطوانات من النوع بي سعة 3.4 لتر والذي يولد قوة 63 كيلوواط (84 حصان، 85 حصانًا) عند 3600 دورة في الدقيقة و 215 نيوتن متر (159 رطل قدم) من عزم الدوران عند 1600 دورة في الدقيقة. كان لديها نظام دفع رباعي بدوام جزئي مثل جيب. ومع ذلك، وعلى عكس جيب، لم يكن لدى جيب بي جي علبة نقل منخفضة المدى. في يوليو 1951، قاد سائق اختبار تويوتا إيشيرو تايرا الجيل التالي من نموذج جيب بي جي الأولي إلى المرحلة السادسة من مونت فوجي، أول مركبة تتسلق هذا الارتفاع. أشرف على الاختبار وكالة الشرطة الوطنية (أن بي إي)، وأعجبت بهذا العمل الفذ، فقامت بتقديم بسرعة طلبًا لـ 289 من هذه المركبات على الطرق الوعرة، مما يجعل جيب بي جي سيارة الدورية الرسمية.
خلال العامين الأولين، كان التصنيع حسب الطلب بكميات صغيرة فقط. ولكن في عام 1953، بدأ الإنتاج المنتظم لـ «تويوتا جيب بي جي» في مصنع تويوتا هونسيا (تجميع الشاسيه المتدحرج). تم تجميع الجسم والطلاء في أراكاوا بانكين كوجيو KK، والمعروف فيما بعد باسم أراكو (الآن إحدى الشركات التابعة لشركة (بالإنجليزية: Toyota Auto Body Company)‏).  تم تقديم سلسلة «تويوتا جيب بي جي» في المتغيرات التالية:
- بي جي-تي (جولة)،
- بي جي-آر (راديو)،
- بي جي-جي (هيكل قلنسوة لمحرك إطفاء).

في العام التالي، صاغ المدير الفني هانجي أومهارا اسم «لاند كروزر». يتذكر قائلاً:
في إنجلترا كان لدينا منافس آخر - لاند روفر. كان علي أن أتوصل إلى اسم لسيارتنا لا يبدو أقل كرامة من تلك الخاصة بمنافسينا. ولهذا السبب قررت تسميتها «لاند كروزر».  
تم استخدام الاسم بالفعل في سيارة ستوديباكر لاند كروزر التي تم إنتاجها من عام 1934 إلى عام 1954. تمت إضافة محرك البنزين 92 كيلو واط (123 حصان، 125 حصانًا)، 3.9 لتر نوع أف إلى مجموعة لاند كروزر لأول مرة، في الأصل فقط في هيكل محرك النار. تم تغيير اسم النماذج:
- بي جي-تي (جولة)،
- بي جي-آر (راديو)،
- بي جي-جي (هيكل قلنسوة لمحرك إطفاء)،
- أف جي-جي (هيكل قلنسوة لمحرك النار).
- لاند كروزر 2015

### جي20، جي30 (1955)
| جي20/جي30         | جي20/جي30                                                                               |
| ----------------- | --------------------------------------------------------------------------------------- |
|                   |                                                                                         |
| ملخص              |                                                                                         |
| تسمى أيضًا         | تويوتا بانديرانت (البرازيل)                                                             |
| الإنتاج           | 1955–1960                                                                               |
| المجسم            | - مدينة تويوتا، اليابان (هيكل سيارة أراكاوا) - ساو برناردو، البرازيل (تويوتا دو برازيل) |
| الجسم والشاسيه    |                                                                                         |
| نمط الجسم         | - 2-باب سوفت توب - 2 باب هاردتوب - شاحنة بيك آب ببابين - عربة ستيشن 5 أبواب             |
| التصميم           | محرك أمامي، دفع خلفي                                                                    |
| مجموعة نقل الحركة |                                                                                         |
| المحرك            | - 3.4 لترات ب 6 - 3.9 لترات أف I6                                                       |
| الأبعاد           |                                                                                         |
| قاعدة العجلات     | - 2,285 مم (90.0 بوصة) - 2,430 مم (95.7 بوصة) - 2650 مم (104.3 بوصة)                    |

#### تاريخ
- 1955 - تم تقديم الجيل الثاني من لاند كروزر المسمى سلسلة 20. لقد تم تصميمه ليكون له جاذبية مدنية أكثر من بي جي لأسباب التصدير. كما أنها تتمتع بهيكل أكثر أناقة وركوب أفضل من الينابيع ذات الأوراق الأربعة الأطول والتي تم تكييفها من شاحنة تويوتا الخفيفة. كان لديها محرك بنزين أكثر قوة 99 كيلو واط (135 حصان، 133 حصان) 3.9 لتر بست أسطوانات من النوع أف، لكنها اعتمدت الجيل السابق من علبة التروس ثلاثية السرعات. أصبح الجزء الداخلي من المركبات أكثر راحة من خلال تحريك المحرك 120 مم (4.7 بوصة) للأمام. لا تزال السلسلة 20 لا تحتوي على علبة نقل ذات نطاق منخفض، ولكن لديها التزامن في التروس الثالثة والرابعة.
- 1957 - تمت إضافة عربة ستيشن ذات 4 أبواب تسمى أف جي 35في والتي كانت مبنية على قاعدة عجلات تبلغ 2650 ملم (104.3 بوصة). تم استيراد لاند كروزر لأول مرة إلى أستراليا بواسطة شركة بي أند دي موتورز كشاسيه كابينة أف جي 25 / 28 بهيكل أسترالي الصنع.[12] كانت لاند كروزر أول سيارة يابانية يتم تصديرها بانتظام إلى البلاد.[13] تم استخدام عدد صغير من سيارات لاند كروزر في البداية في مخطط الجبال الثلجية من قبل المقاول ثيس للإنشاءات.[14]
- 1958 - بدأ إنتاج أف جي25 في البرازيل؛ هذه هي أول سيارة تويوتا يتم تصنيعها خارج اليابان. تم بيعها باسم «تويوتا بانديرانت» من يناير 1962 عندما تم استبدال محرك البنزين تويوتا بمحرك ديزل مرسيدس بنز. كلمة «بانديرانت» تعني «حامل العلم» في البرتغالية. تم بناء طرازات أف جي25 حتى أغسطس 1968 في البرازيل.[15] كانت أرقام الإنتاج منخفضة إلى حد ما؛ في عام 1965، كان إجمالي الإنتاج 961 سيارة.[16]

#### الجدول الزمني بانديرانت

##### 1959
أف جي25 - سيارة ذات محرك قصير مفتوح (عاريات) - محرك تويوتا أف (مايو 1959 إلى 1960/61) - جديد في عام 1959 (يشار إليه أيضًا باسم أف جي251)

##### 1960/1961
أف جي25 أل - سيارة قصيرة ذات محرك علوي ناعم - محرك تويوتا أف (1960/1961 إلى 1960/1961) - جديد في 1960/1961 (يشار إليه أيضًا باسم أف جي251 أل)
أف جي151 أل - سيارة قصيرة ذات محرك علوي ناعم - محرك تويوتا 2 أف (1960/1961 إلى ديسمبر 1961) - يحل محل أف جي25 / أف جي251 وأف جي25 أل / أف جي251 أل (هناك عدد قليل من الإشارات في الأدب ولا يوجد منها محفوظ معروف؛ يمكن حتى الشك إذا كان كذلك تم بناؤه بالفعل)

##### 1962
- تي بي 25 أل - سيارة قصيرة ذات محرك علوي ناعم - محرك مرسيدس بنز أو أم -324 (يناير 1962 إلى - 1966) - يحل محل أف جي151 أل (أو أف جي25 أل / أف جي251 أل)
- تي بي 25 أل - سيارة دفع رباعي قصيرة - محرك مرسيدس بنز أو أم -324 (يناير 1962 إلى - 1966) - جديد في عام 1962
- تي بي 41 أل - سيارة ذات محرك طويل ذو سقف صلب - محرك مرسيدس بنز أو أم-324 (سبتمبر 1962 إلى يوليو 1968) - جديد في عام 1962
- تي بي 51 أل - شاحنة بيك آب قصيرة مع سرير أصلي - محرك مرسيدس بنز أو أم-324 (سبتمبر 1962 إلى يناير 1966)
- 1965:

- تي بي 51 أل 3 - شاحنة بيك آب قصيرة بمقصورة مزدوجة بثلاثة أبواب مع سرير أصلي وغطاء سرير فولاذي - محرك مرسيدس بنز أو أم -324 (1965) - جديد في عام 1965؛ ربما تم بناء وحدة واحدة فقط

##### 1962-1968
- أو جي 32 أل - سيارة قصيرة ذات محرك علوي ناعم - محرك مرسيدس بنز أو أم-324 (1966 - حتى أغسطس 1968) - يستبدل السقف الناعم تي بي25
- أو جي 31 أل - سيارة محرك قصيرة ذات سقف صلب - محرك مرسيدس بنز أو أم -324 (1966- حتى أغسطس 1968) - يستبدل السقف الصلب تي بي25
- تي بي 81 أل - شاحنة صغيرة صغيرة مع سرير أصلي - محرك مرسيدس بنز أو أم-324 (فبراير 1966 إلى أغسطس 1968) - يستبدل تي بي51 أل

### جي40 (1960)
| جي40              | جي40 |
| ----------------- | --- |
|                   | |
| ملخص              | |
| يسمى أيضًا         | - تويوتا بانديرانت (البرازيل) - تويوتا ماتشو (فنزويلا)                                                                                 |
| الإنتاج           | 1960–1984 |
| المجسم            | - مدينة تويوتا، اليابان - ساو برناردو، البرازيل (تويوتا دو برازيل) - كومانا، فنزويلا - جاكرتا، إندونيسيا                               |
| الجسم والشاسيه    | |
| نمط الجسم         | - 2-باب سوفت توب - 2 باب هاردتوب - شاحنة بيك آب ببابين - عربة ستيشن 4 أبواب                                                            |
| التصميم           | محرك أمامي، دفع خلفي / دفع رباعي |
| مجموعة نقل الحركة | |
| المحرك            | - بنزين: - 3.9 أل أف I6 - 4.2 L 2F I6 - 3.0 L B ديزل I4 - ديزل: - 3.2 لتر 2B ديزل I - 3.4 لترات 3 ب 4 - 3.6 L H I6 - 4.0 لتر 2 ساعة I6 |
| السرعات           | - 3 سرعات يدوي - يدوي 4 سرعات (من 1974) - يدوي 5 سرعات (من 1984)                                                                       |
| الأبعاد           | |
| قاعدة العجلات     | - 2,285 مم (90.0 بوصة) - 2,430 مم (95.7 بوصة) - 2650 مم (104.3 بوصة) - 2950 مم (116.1 بوصة)                                            |
| الطول             | 3840.5 ملم (151.2 بوصة) |
| العرض             | 1,666.2 مم (65.6 بوصة) |
| الارتفاع          | - 1,950.7 مم (76.8 بوصة) (سطح ناعم) - 2000 مم (78.8 بوصة) (سطح صلب)                                                                    |
| وزنها الإجمالي    | - 1480 كجم (3263 رطلاً) (سطح ناعم) - 1,554 كجم (3427 رطلاً) (سطح صلب)                                                                    |

#### تاريخ
- 1960 - تمت ترقية السلسلة 20 إلى السلسلة 40 الكلاسيكية الآن. قامت تويوتا بالعديد من التغييرات في الإنتاج من خلال شراء مكابس فولاذية جديدة. ميكانيكيًا، تم تزويد أف جي40 بمحرك جديد بقدرة 93 كيلو واط (126 حصانًا، 125 حصانًا)، ومحرك 3.9 لتر أف، وتلقت لاند كروزر أخيرًا تروسًا منخفضة المدى، لكنها واصلت علبة التروس الرئيسية ثلاثية السرعات.
- 1965 - تجاوز الإنتاج العالمي 50000 سيارة. كانت لاند كروزر أفضل سيارات تويوتا مبيعًا في الولايات المتحدة.
- 1968 - تم بيع السيارة رقم 100000 من لاند كروزر في جميع أنحاء العالم. بدأ إنتاج جي40 البرازيلي، مثل بانديرانت، في سبتمبر. يحتوي بانديرانت على محرك ديزل من صنع مرسيدس-بنز يولد طاقة تبلغ 58 كيلو واط (79 حصانًا، 78 حصانًا).
- 1972 - بيع 200.000 سيارة لاند كروزر.
- 1973 - بيع 300000 سيارة لاند كروزر. تم طرح أول سيارة لاندكروزر تعمل بالديزل للتصدير على أساس قاعدة عجلات طويلة بمحرك أتش بست أسطوانات.
- 1974 - تم تقديم محرك ديزل رباعي الأسطوانات سعة 3.0 لتر. أدى طرح هذا المحرك إلى تعزيز المبيعات في اليابان من خلال وضع لاند كروزر في فئة سيارات شحن مدمجة أقل ضرائب مقارنة بإصدار البنزين 3.9 لتر.
- ملاحظة: كان محرك الديزل بي الجديد مختلفًا عن محرك البنزين بي المستخدم في بي جي الأصلي.
- 1975 - تم استبدال محرك البنزين سعة 3.9 لترًا بوحدة أكبر حجمًا وأكثر قوة بسعة 4.2 لتر 2 أف وتلقى أف جي55 فرامل قرصية أمامية. كان محرك الديزل 3.6 لترًا اختياريًا في بعض الأسواق في أتش جي45. [17]
- 1976 - تلقت لاند كروزر أف جي55 (إصدار الولايات المتحدة) فرامل قرصية أمامية مثل أف جي55. تأسست جمعية تويوتا لاند كروزر في كاليفورنيا.
- 1977 - استلم الجيش الأيرلندي أول 77 سيارة من طراز أف جي45 لاند كروزر. على الرغم من السرعة والموثوقية والأداء الجيد على الطرق الوعرة، تميل السيارة إلى الصدأ بشكل مفرط في المناخ الأيرلندي الرطب. تم إعادة طلاء القليل من الذين لم يستسلموا لتأثيرات الطقس باللون الأخضر الزيتوني اللامع وظلوا على قيد الحياة كجرارات مدافع احتفالية في الجنازات العسكرية.
- 1978 - تم بيع أول طرازات بي جي / أف جي40 وأف جي55 رسميًا في ألمانيا الغربية باستخدام محركات الديزل (بي جي40) والبنزين (أف جي40 / 55).
- 1979 - تم تحديث أف جي40 (إصدار الولايات المتحدة) هذا العام بإطار مربع جديد أوسع يحيط بالمصابيح الأمامية. تم تقديم التوجيه المعزز والمبرد في أف جي40 لأول مرة. تم تحسين محرك الديزل، وتطور إلى وحدة 3.2 لتر 2B ولكن فقط في الأسواق اليابانية.
- 1980 - تم استبدال محرك الديزل أتش (أتش جي45) بمحرك 4.0 لتر 2 ساعة (الآن برمز الهيكل أتش جي47).
- 1981 - تلقت نسخة الديزل مكابح قرصية أمامية ومحرك أقوى سعة 3.4 لتر بي3، وأضيف إلى المجموعة أل دبليو بي بي جي45 بمحرك 3B.

- 1983 - كانت آخر طرازات أف جي40 التي تم استيرادها إلى الولايات المتحدة هي طرازات 1983 (منتصف 1982 إلى منتصف 1983). من غير المعروف عدد السيارات التي استوردتها شركة تويوتا، لكن يخمن الكثيرون أن العدد سيكون حوالي 300. عادةً ما تجلب سيارات أف جي40 لعام 1983 علاوة على ندرتها، على الرغم من أنها لا تختلف كثيرًا عن طرازات 1982 (منتصف 1981 إلى منتصف 1982).

1984 - اقتصر سوق أمريكا الشمالية على كندا من خلال بي جي42، والتي كان لديها ناقل حركة بخمس سرعات (مضاعفة السرعة) كان مطلوبًا على نطاق واسع. كانت التكلفة الأصلية حوالي 14000 دولار كندي.

#### صالة عرض
|  |  |  |
|  |  |  |

### جي70 (1984)
| جي70              | جي70 |
| ملخص              | ملخص |
| ----------------- | --- |
| يسمى أيضًا         | - تويوتا ماتشيتو (فنزويلا) - زو ريكين (هايتي) |
| الإنتاج           | 1984 حتى الآن |
| المجسم            | - اليابان: تويوتا، أيشي (مصنع يوشيوارا) - فنزويلا: كومانا |
| الجسم والشاسيه    | |
| نمط الجسم         | - شاحنة بيك آب ببابين - 2 باب هاردتوب - 2-باب سوفت توب - عربة ذات 3 أبواب - شاحنة 4 أبواب |
| التصميم           | محرك أمامي، دفع خلفي / دفع رباعي |
| مجموعة نقل الحركة | |
| المحرك            | - بنزين: - 2.4 لتر 22R I - 4.0 لتر 3F I6 - 4.5 لتر 1FZ-FE I6 - 4.0 لتر 1GR-FE V6.0 - ديزل: - 2.4 لتر 2 لتر I4 (ديزل) - 2.4 لتر 2L-T شاحن توربيني I - 2.5 لتر VM HR588 شاحن توربيني I5 (الأسواق الإيطالية فقط) - 3.0 لتر 1KZ-T شاحن توربيني I4 - 3.4 لتر 13B-T شاحن توربيني I4 - 3.4 لتر PZ I5 - 4.0 لتر 2 ساعة I6 - 4.2 لتر 1HD-FTE شاحن توربيني I6 - 4.2 لتر 1 هرتز I6 - 4.5 لتر 1VD-FTV بشاحن توربيني V8.0 |
| السرعات           | - دليل 5 سرعات - 4 سرعات أوتوماتيكية |
| الأبعاد           | |
| قاعدة العجلات     | - 2310 مم (90.9 بوصة) - 2600 مم (102.4 بوصة) - 2730 مم (107.5 بوصة) - 2980 مم (117.3 بوصة) - 3180 مم (125.2 بوصة) |
| الطول             | 4,995 ملم (196.7 بوصة) |
| العرض             | 1,870 مم (73.6 بوصة) |
| الارتفاع          | 2070 ملم (81.5 بوصة) |

#### تاريخ
- 1984 - تم تقديم جي70 كغطاء علوي من البلاستيك المقوى بالألياف، سقف لين، سقف صلب، شاسيه الكابينة، وحامل تروب (المقاعد الخلفية المواجهة للداخل). تم استبدال محرك البنزين بمحرك 4.0 لتر 3أف. كان لايت 70 يحتوي على نظام تعليق ذو محور صلب بزنبرك رباعي العجلات للحصول على جودة قيادة أفضل. كانت هذه النسخة الأخف وزناً من لاند كروزر تحتوي على محرك بنزين رباعي الأشواط 22آر 2.4 لتر، والذي كان في الواقع محركي ديزل سعة 2 لتر و 2 لتر (شاحن توربيني) سعة 2.4 لتر موجود بشكل شائع في تويوتا هيلوكس. تم بيع 70 لايت في بعض الأسواق مثل بونديرا أو لاند كروزرII، والتي سميت فيما بعد 70 برادو. أصبح 70 برادو في النهاية مشهورًا وتطور إلى تويوتا لاند كروزر برادو (جي90). تم إدخال ناقل حركة أوتوماتيكي (إي440أف) مما يجعلها أول مركبة يابانية ذات دفع رباعي مزودة بناقل حركة أوتوماتيكي.
- 1990 - تم تقديم جيل جديد من محركات الديزل لسيارة لاند كروزر بما في ذلك محرك بسعة 3.4 لتر بخمس أسطوانات SOHC يعمل بسحب الهواء الطبيعي (1PZ)، ومحرك بسعة 4.2 لتر بست أسطوانات SOHC يعمل بسحب الهواء الطبيعي (يُعرف بـ 1 هرتز).
- من 1993 إلى 1996 - حل محرك الديزل KZ 3.0 لتر بشاحن توربيني محل LJ في سلسلة 70 في الأسواق الأوروبية حيث كان هذا النموذج معروفًا باسم KZJ70
- 1993 - تم تقديم محرك بنزين متطور ذو 24 صمامًا و 4.5 لترًا بست أسطوانات، 1FZ-FE.
- 1999 - قامت تويوتا بتحديث سلسلة 70 بعدة طرق. تلقى المحور الأمامي الصلب تعليق لفائف الربيع. تم إطالة نوابض الأوراق الخلفية لزيادة راحة الركوب والسفر على العجلات. تم استبدال العجلات ذات الست براغي بعجلات ذات خمسة براغي. قدمت العديد من التعديلات الأصغر على نظام الدفع مزيدًا من المتانة. تلقت نماذج قاعدة العجلات الطويلة تسميات جديدة: 78 لناقل القوات و79 للبيك أب.
- 2002 - تم تقديم أتش دي جي79 إلى أستراليا بمحرك 1HD-FTE 4.2 لتر بستة أسطوانات و 24 صمامًا توربوديسيل إِ أف آي.
- 2007 - أول محرك توربوديزل في8 من تويوتا، تم تقديم 1VD-FTV في بعض البلدان لسلسلة لاند كروزر 70. تشمل التعديلات الأخرى إضافة نموذج ذو قاعدة عجلات متوسطة بأربعة أبواب (76) وواجهة أمامية محدثة على جميع الطرز.
- 2012 - تم طرح الشاحنة الصغيرة 79 ذات الكابينة المزدوجة في أسواق جنوب إفريقيا (بمحرك ديزل 4.2 لتر أو 4.0 لتر بنزين) وفي السوق الأسترالية (بمحرك ديزل في8 سعة 4.5 لتر).

من 2014 إلى 2015 - تم بيع السلسلة 70 للذكرى الثلاثين في اليابان كعربة بأربعة أبواب أو شاحنة بيك آب بأربعة أبواب مع محرك بنزين 1GR-FE V6 وناقل حركة يدوي بخمس سرعات. 
لا يزال الجيل السادس والسابع من لاند كروزر يتم إنتاجه وبيعه في مناطق إفريقيا وأمريكا اللاتينية. انتهى إنتاج لاند كروزر في فنزويلا في عام 2008.
لا تزال سلسلة 70 تُسوَّق أيضًا في أستراليا كعربة ذات 4 أبواب، و (بالإنجليزية: "Troop Carrier")‏ ببابين، وشاسيه كابينة ببابين، وشاسيه كابينة بأربعة أبواب.
لا يزال يتم تسويق سلسلة 70 أيضًا في الشرق الأوسط كنسخة ببابين وأربعة أبواب كسيارة دفع رباعي، ونسخة ببابين وأربعة أبواب كسيارة بيك آب، وهي تحظى بشعبية كبيرة هناك إلى جانب الطراز العادي لاند كروزر.

#### صالة عرض
|  |  |  |
|  |  |  |

## نماذج أكثر الراحة

### جي50 (1967)
| جي50              | جي50                                              |
| ----------------- | ------------------------------------------------- |
|                   |                                                   |
| ملخص              |                                                   |
| الإنتاج           | 1967-1980                                         |
| المجسم            | تويوتا سيتي، اليابان (أراكو)                      |
| الجسم والشاسيه    |                                                   |
| نمط الجسم         | سيارة دفع رباعي بأربعة أبواب                      |
| التصميم           | تخطيط محرك أمامي، دفع رباعي                       |
| مجموعة نقل الحركة |                                                   |
| المحرك            | - 3.9 L F I6 - 4.2 L 2F I6                        |
| السرعات           | - 3 سرعات يدوي - يدوي 4 سرعات (J30 أو H41 أو H42) |
| الأبعاد           |                                                   |
| قاعدة العجلات     | 2700 ملم (106.3 بوصة)                             |
| الطول             | 4675 ملم (184.1 بوصة)                             |
| العرض             | 1,735 مم (68.3 بوصة)                              |
| الارتفاع          | 1,865 ملم (73.4 بوصة)                             |

تم إنتاج لاند كروزر 55 من عام 1967 إلى عام 1980. وتشير تويوتا إلى أف جي 55 جاي وأف جي 55 في على أنهما أول عربة ستيشن واغن «حقيقية» في سلسلة لاند كروزر، مما يشير إلى بداية هيكل عربة ستيشن واغن. كانت أول لاند كروزر تحتوي على أجزاء صندوقية مغلقة بالكامل. من بين جميع سيارات لاند كروزر المباعة في الولايات المتحدة، بما في ذلك أف جي45، فهي الوحيدة التي لا تحتوي على فتحة وباب خلفي في الخلف، بل باب خلفي فقط مع نافذة تعمل بالكهرباء يمكن سحبها إلى الباب الخلفي. 

#### تاريخ
- 1967 - بدأ إنتاج أف جي55. كانت أف جي55 نسخة عربة بأربعة أبواب تعتمد على (بالإنجليزية: FJ40's Drive-train)‏، لتحل محل أف جي45في (I) 4 أبواب. كانت تُعرف بالعامية باسم «الموظ». كما تمت الإشارة إليه على أنه «خنزير» أو «خنزير حديدي». تتمتع أف جي55 بقاعدة عجلات أطول (عند 2700 ملم (106 بوصة)) وقد تم تصميمها بشكل أساسي ليتم بيعها في أمريكا الشمالية وأستراليا. كانت إصدارات محركات الإطفاء متاحة أيضًا، باستخدام مشبك أمامي عادي ولكن بهيكل مفتوح وبدون أبواب.
- 1975 - يناير 1975 شهد استبدال محرك الفئة أف بمحرك 2أف. من غير المعتاد بالنسبة لتويوتا، لم يتغير تعيين الطراز (مثل أف جي55)، باستثناء اليابان، حيث تم تغييره إلى أف جي56.
- يوليو 1980 - توقف الإنتاج.

#### معرض الصور
|  |

### جي60 (1980)
| جي60              | جي60 |
| ملخص              | ملخص |
| ----------------- | --- |
| يسمى أيضًا         | تويوتا ساموراي (فنزويلا) |
| الإنتاج           | 1980-1990 |
| المجسم            | - مدينة تويوتا، اليابان (أراكو) - كومانا، فنزويلا |
| الجسم والشاسيه    | |
| نمط الجسم         | سيارة دفع رباعي بأربعة أبواب |
| التصميم           | محرك أمامي، دفع رباعي |
| مجموعة نقل الحركة | |
| المحرك            | - بنزين: - 4.2 لتر 2F I6 (FJ60) - 4.0 L 3F I6 (FJ62 - 4.0 L 3F-E I6 (FJ62 من 1988) - ديزل: - 3.4 لترات 3B I4 (BJ60) - 4.0 لتر 2 ساعة I6 (HJ60) - 4.0 لتر 12H-T توربو I6 (HJ61) |
| التوصيل           | - دليل 4 سرعات H41F أو H42F (الولايات المتحدة فقط) - 4 سرعات A440F أوتوماتيكي - دليل 5 سرعات H55F                                                                              |
| الأبعاد           | |
| قاعدة العجلات     | 2,730 ملم (107.5 بوصة) |
| الطول             | 4675 ملم (184.1 بوصة) |
| العرض             | 1800 مم (70.9 بوصة) |
| الارتفاع          | 1,750 مم (68.9 بوصة) |

#### تاريخ
- 1980 - تم تقديم السلسلة 60. بينما لا يزال يحتفظ بخصائص الطرق الوعرة الوعرة لسيارات لاند كروزر السابقة، تم تصميم 60 للمنافسة بشكل أفضل في سوق السيارات الرياضية متعددة الاستخدامات الناشئ. تم منح 60 مجموعة متنوعة من وسائل الراحة مثل تكييف الهواء، والسخان الخلفي والداخلية المطورة. ترك محرك البنزين «أف جي60 2أف» دون تغيير عن سلسلة "40" بينما تمت إضافة محركات الديزل سداسية الأسطوانات 4.0 لتر 2أتش وأربع أسطوانات 3.4 لتر 3بي إلى النسب. كانت الإصدارات الأقل تجهيزًا متوفرة أيضًا في العديد من الأسواق. تم بيع هذا الطراز في أوروبا باسم لاند كروزر واغون فان.[20]
- 1981 - تجاوزت مبيعات لاند كروزر المليون وتم تقديم نسخة ذات سقف مرتفع. تم تقديم السلسلة 60 إلى جنوب إفريقيا عندما تنافست سيارة لاند كروزر في سباق تويوتا الصحراوي 1000 كيلومتر في براري بوتسوانا القاسية.
- 1984 - كانت هذه هي السنة الأخيرة لسلسلة 40.
- 1984 - إلى جانب السلسلة 60، تم تقديم السلسلة 70.
- 1985 - تم تقديم محرك التوربوديزل ذو الحقن المباشر 12أتش-تي.
- 1988 - تمت ترقية محرك البنزين إلى محرك 4.0 لتر 3أف-إ إ أف آي. تم تقديم أف جي 62 جاي في أكس-سلسلة للسماح ببيع لاند كروزر في اليابان كسيارة ركاب.

#### صالة عرض
|  |  |  |
|  |  |  |

### جي80 (1990)
| جي80              | جي80 |
| ملخص              | ملخص |
| ----------------- | --- |
| يسمى أيضًا         | - تويوتا لاند كروزر أوتانا (كولومبيا وفنزويلا) - وانليلاند كروزر (الصين، جي في) - Xinkai HXK5022XSC (الصين، جي في)                        |
| الإنتاج           | يناير 1990 - ديسمبر 1997 |
| المجسم            | - مدينة تويوتا، اليابان (أراكو) - كومانا، فنزويلا - تشانجيانغ، قوانغدونغ، الصين (Xinkai) - المصمم كيتانو كيزو (1987)                      |
| الجسم والشاسيه    | |
| نمط الجسم         | سيارة دفع رباعي بأربعة أبواب |
| التصميم           | محرك أمامي، دفع رباعي |
| ذات الصلة         | لكزس أل أكس 450 |
| مجموعة نقل الحركة | |
| المحرك            | - بنزين: - 4.0 لتر 3F-E I - 4.5 لتر 1FZ-FE I6 - ديزل: - 4.2 لتر 1 هرتز I - 4.2 لتر 1HD-T شاحن توربيني I6 - 4.2 لتر 1HD-FT شاحن توربيني I6 |
| السرعات           | - 4 سرعات يدوي - 4 سرعات A440F أوتوماتيكي - 4 سرعات A442F أوتوماتيكي - 4 سرعات A343F أوتوماتيكي - دليل 5 سرعات H150F - دليل 5 سرعات H151F |
| الأبعاد           | |
| قاعدة العجلات     | 2850 ملم (112.2 بوصة) |
| الطول             | - 4,780 ملم (188.2 بوصة) (1990-94) - 4820 ملم (189.8 بوصة) (1995-97)                                                                      |
| العرض             | - 1,830 مم (72.0 بوصة) (1990-1991) - 1,930 مم (76.0 بوصة) (1992-1997)                                                                     |
| الارتفاع          | - 1,785 مم (70.3 بوصة) (1990-1991) - 1,860 مم (73.2 بوصة) (1992-94) - 1,870 مم (73.6 بوصة) (1995-97)                                      |
| الوزن الإجمالي    | - 2084 كجم (4594 رطلاً) (1990-1992) - 2159 كجم (4760 رطلاً) (1993-1997)                                                                     |

تم الكشف عن سلسلة لاند كروزر 80 في أكتوبر 1989 في معرض طوكيو للسيارات وتم إطلاقها في أوائل عام 1990. وكان لها أبواب خلفية متأرجحة تم استبدالها بباب خلفي وفتحة في عام 1994. وقد أطلق على اند كروزر اسم بوربوجا (فقاعة) في كولومبيا وفنزويلا بسبب استدارتها. تم تقديم جي80 في البداية في نسختين في هذه البلدان: في أكس المحملة بالكامل وطراز مستوى الدخول الذي تضمن فينيل داخلي مع تكييف هواء اختياري. في عام 1996، تمت ترقية طراز الدخول إلى طراز متوسط التجهيز يسمى أوتونا، بما في ذلك تنجيد القماش وتكييف الهواء القياسي ومقعد السائق الكهربائي. الاسم هو إشارة إلى تبيو ميسا أوتانا (بالإنجليزية: Tepui mesa Autana)‏، وهي هضبة رائعة ونظام كهف على طول غيانا شيلد كراتون. بلغت مبيعات لاند كروزر 2 مليون سيارة.

#### تاريخ
- 1990 - تم تقديم سيارة ستيشن واغن من السلسلة 80 لتحل محل سلسلة 60. جميع الثمانينيات التي تم بيعها في أمريكا الشمالية وأوروبا لديها الآن نظام دفع رباعي بدوام كامل. في اليابان وإفريقيا وأستراليا، كان نظام الدوام الجزئي لا يزال متاحًا. الثمانينيات التي تم إنتاجها بين عامي 1990 و1991 كان لديها تفاضل مفتوح المركز يمكن قفله في 4أتش آي ومغلق تلقائيًا في 4 أل أو. من عام 1992 فصاعدًا، كان للمركبات المزودة بمكابح مانعة للانغلاق اقتران لزج أرسل 30٪ من عزم الدوران كحد أقصى إلى المحور غير المنزلق. كان الترس التفاضلي قابلاً للقفل في 4أتش آي وقفل تلقائيًا في 4 أل أو.
- 1990 - تم إدخال جيل جديد من محركات الديزل ، إضافة إلى المحركات المتوفرة في سلسلة 80. تأتي السلسلة 80 إما بمحرك بنزين (3F-E) بست أسطوانات يستنشق بشكل طبيعي ، أو محرك ديزل يستنشق بشكل طبيعي من ست أسطوانات (SOHC)، (1أتش زد)، أو محرك ديزل توربو حقن مباشر 1أتش دي- تي.
- 1991 - بحلول منتصف عام 1991، تم تقديم محرك 3أف-إ إلى السوق الأسترالية، وهو نسخة محقونة بالوقود من محرك 3أف.
- 1993 - تم تقديم محرك بنزين متطور ذو 24 صمامًا و 4.5 لترًا بست أسطوانات ، 1أف زد- أف إ. تمت إضافة مكابح أكبر اعتبارًا من أكتوبر 1992 وأصبح إجمالي قاعدة العجلات أطول قليلاً. كانت خزائن المحور الأمامي والخلفي (رمز كاي294) متاحة كخيار. أصبح الترس التفاضلي الأمامي ذو القفل الكهربائي العالي متاحًا في موديلات الولايات المتحدة. في مايو 1993، بدأت تويوتا في استخدام المبرد آر134 في نظام تكييف الهواء. تستخدم الأرقام التسلسلية الأقل من JT3DJ81xxxxx38947 المبرد آر12.
- 1994 - تم طرح إصدار محدود يسمى لاند كروزر بلو مارلين (أف زد جي80) في السوق الأسترالية. لديهم 4.5 لترات على التوالي 6 محركات بنزين بكامات مزدوجة علوية، ناقل حركة أوتوماتيكي أو يدوي و 158 كيلو واط (215 حصان، 212 حصان) عند 4600 دورة في الدقيقة. السيارة زرقاء من سمكة بلو مارلين ولديها الشعار نفسه في جميع أنحاء السيارة. بعض الميزات التي تضمنتها بلو مارلين كانت مقاييس الارتفاع، نوافذ كهربائية، مكابح قرصية، مقبض تروس جلدي، عجلة قيادة جلدية، قفل مركزي، تقليم جلدي، مقابض وعتبات جانبية من الكروم، عجلات معدنية مقاس 16 بوصة، تفاضل محدود الانزلاق، مانع للانغلاق الفرامل (ABS)، التوجيه المعزز، مشغلات الأقراص المضغوطة أو الكاسيت، مشاعل الحاجز.
- 1995 - تم إدخال وسادات هوائية للسائق والراكب كما كانت مثبتات حزام الكتف القابلة للتعديل ونظام المكابح المانعة للانغلاق. تم استبدال شارة "T O Y O T A" بشعار تويوتا الحديث البيضوي الشكل.
- 1996 - في رالي داكار، احتل زوجان من سيارات لاند كروزر المركزين الأول والثاني في فئة الإنتاج غير المعدلة. اعتمدت موديلات أمريكا الشمالية والبريطانية الفرامل المانعة للانغلاق والوسائد الهوائية كمعدات قياسية. تم سحب لاند كروزر من كندا هذا العام وتم استبدالها بسيارة لكزس أل أكس 450 الأكثر فخامة.
- 1997 - تم إنشاء إصدار محدود من لاند كروزر 80 خصيصًا لهواة الجمع ، وبالتالي يطلق عليه إصدار لاند كروزر (بالإنجليزية: Collector's Edition)‏. حيث يحتوي هذا الإصدار على شارات إصدار جامع، وحصائر أرضية مطرزة باسم الإصدار، وتحكم أوتوماتيكي في المناخ، وعجلات بنوافذ «دي» مطلية باللون الرمادي الداكن وقوالب جانبية رمادية خاصة مع شارات لؤلؤة سوداء. كان إصدار المقتنين متاحًا فقط لعام 1997 وأضيفت الحزمة إلى العديد من ألوان الهيكل المتوفرة.
- 1997 - تم بيع ما مجموعه 4744 سيارة من طراز أف زد جي 80 لاند كروزر في الولايات المتحدة باسم طرازات «الذكرى الأربعين للإصدار المحدود». كانت متوفرة في لونين؛ لؤلؤي (يشار إليه غالبًا باسم ريفر روك أو بِوتر أو جراي) والأخضر الزمردي. تضمنت طرازات الذكرى الأربعين شارات ساحة، وشارة برقم تسلسلي على الكونسول الوسطي، وشارات خارجية لؤلؤية سوداء، وحصائر أرضية مطرزة «الذكرى الأربعين للإصدار المحدود»، وتحكم أوتوماتيكي في المناخ، وتصميمات داخلية من الجلد باللونين البني والباج، وعجلات مع «د» نوافذ مطلية باللون الرمادي الداكن. تم تصنيع العديد منها مع تفاضلات قفل أمامية وخلفية كهربائية اختيارية، ودخول بدون مفتاح، ورفوف سقف مثبتة على المنفذ وألواح تشغيل. هناك بعض الأمثلة التي لم يكن بها الكثير من هذه الإضافات الاختيارية. كان هذا العام الأخير بالنسبة للفوارق الأمامية للقفل الكهربائي.
- 2008 - تم تصنيع آخر طرازات السلسلة-80 في فنزويلا [2][2] والتي كانت الدولة الوحيدة التي تنتج السيارات بعد انتهاء الإنتاج في اليابان في عام 1997.

#### صالة عرض
|  |  |  |  |
|  |  |  |  |

| تعيين    | محرك                       | قوة                                                        | عزم الدوران                                          | التوفر                                                            |
| -------- | -------------------------- | ---------------------------------------------------------- | ---------------------------------------------------- | ----------------------------------------------------------------- |
| FJ80R/L  | 3F-E 4.0 لتر بنزين I6      | 112 كيلو واط (152 حصان، 150 حصان) عند 4000 دورة في الدقيقة | 290 نيوتن متر (214 رطل قدم) عند 3000 دورة في الدقيقة | أستراليا ، أمريكا الشمالية                                        |
| FZJ80R/L | 1FZ-FE 4.5 لتر بنزين I6    | 158 كيلووات (215 حصان ، 212 حصان) عند 4600 دورة في الدقيقة | 373 نيوتن متر (275 رطل قدم) عند 3200 دورة في الدقيقة | أستراليا، دول مجلس التعاون الخليجي، شمال إفريقيا، أمريكا الشمالية |
| HDJ80R   | 1HD-T 4.2 لتر توربوديزل I6 | 115 كيلوواط (156 حصان ، 154 حصان) عند 3600 دورة في الدقيقة | 357 نيوتن متر (263 رطل قدم) عند 1800 دورة في الدقيقة | أستراليا                                                          |
| HZJ80R   | 1HZ 4.2 لتر ديزل I6        | 96 كيلو واط (131 حصان ، 129 حصان) عند 4000 دورة في الدقيقة | 271 نيوتن متر (200 رطل قدم) عند 2000 دورة في الدقيقة | أستراليا                                                          |

### جي100 (1998)
| جي100             | جي100 |
|                   | |
| ملخص              | ملخص |
| ----------------- | --- |
| يسمى أيضًا         | لكزس أل أكس 470 |
| الإنتاج           | يناير 1998-2007 |
| المجسم            | - اليابان: مدينة تويوتا (أراكو) - الصين: مدينة تشانغتشون (سيشيان فاو تويوتا موتور) (2003-2008) - المصمم تاكيو كوندو (1993)                |
| الجسم والشاسيه    | |
| نمط الجسم         | - سيارة دفع رباعي بأربعة أبواب |
| التصميم           | محرك أمامي، دفع رباعي |
| ذات الصلة         | لكزس أل أكس 450 |
| مجموعة نقل الحركة | |
| المحرك            | - بنزين: - 4.0 لتر 3F-E I - 4.5 لتر 1FZ-FE I6 - ديزل: - 4.2 لتر 1 هرتز I - 4.2 لتر 1HD-T شاحن توربيني I6 - 4.2 لتر 1HD-FT شاحن توربيني I6 |
| السرعات           | - 4 سرعات أوتوماتيكية - 5 سرعات أوتوماتيكية - دليل 5 سرعات                                                                                |
| الأبعاد           | |
| قاعدة العجلات     | 2850 ملم (112.2 بوصة) |
| الطول             | 4,890 مم (192.5 بوصة) |
| العرض             | 1,941 مم (76.4 بوصة) |
| الارتفاع          | 1,849 ملم (72.8 بوصة) |
| الوزن الصافي      | 2320 كجم (5115 رطلاً) |

في يناير 1998، تم تقديم سلسلة لاند كروزر 100 لتحل محل سلسلة 80 البالغة من العمر 8 سنوات. تمت معاينة السلسلة 100 في أكتوبر 1997 باسم «جراند كروزر» في معرض طوكيو للسيارات الثاني والثلاثين. بدأ التطوير في عام 1991 تحت الاسم الرمزي 404تي، مع تجميد التصميم النهائي في منتصف عام 1994. 
هناك نسختان متميزتان من سلسلة 100 و105. يبدو النسختان متشابهتين للغاية ، ولكن هناك اختلافات كبيرة تحت هيكل السيارة. على الرغم من هذه الاختلافات وأسماء النماذج الرسمية ، يُعرف كل من 100 و105 معًا باسم سلسلة 100.
تم نقل 105 على غالبية الشاسيه ومجموعة نقل الحركة من السلسلة 80 مع المحاور الصلبة المعلقة بالملف الأمامي والخلفي ومحركات البنزين والديزل المستقيمة 6. تم بيع هذه النماذج فقط في الأسواق الأفريقية والأسترالية والروسية وأمريكا الجنوبية.
في عام 1998، تم تقديم نظام تعليق يجمع بين نظام التحكم النشط في الارتفاع (إي أتش سي) ونظام التعليق الإلكتروني المعدل من تويوتا سكاي هوك (بالإنجليزية: TEMS)‏ تويوتا على لاند كروزر جي100.
في عام 2002، طرحت تويوتا نظام الرؤية الليلية، وهو أول نظام رؤية ليلية نشط للسيارات في جميع أنحاء العالم، على تويوتا لاندكروزر سيجنوس أو لكزس إل إكس 470. يستخدم هذا النظام أجهزة عرض المصباح التي تصدر ضوءًا قريبًا من الأشعة تحت الحمراء تهدف مثل المصابيح الأمامية للسيارة عالية الشعاع وكاميرا سي سي دي ثم تلتقط الإشعاع المنعكس، ثم تتم معالجة هذه الإشارة بواسطة جهاز كمبيوتر ينتج صورة بالأبيض والأسود يتم عرضها في القسم السفلي من الزجاج الأمامي. كانت أيضًا أول سيارة تويوتا مزودة بجهاز استشعار الانقلاب ومنطق التحكم.
تم تزويد الطرازات المائة بهيكل أعرض قليلاً،  ونظام تعليق أمامي مستقل (آي أس أف) ومحركين جديدين. كان التغيير إلى آي أس أف هو الأول من نوعه لسيارة لاند كروزر. وتم إجراؤه (بالاقتران مع التوجيه بجريدة مسننة وترس) لتحسين التحكم على الطريق. ومع ذلك، فقد حد أيضًا من قدرة السيارة على الطرق الوعرة ومتانتها، ومن ثم تم اتخاذ قرار تقديم طرازات المحور الصلب 105 جنبًا إلى جنب مع طرازات آي أس أف 100 في بعض الأسواق. يحدد الجدول أدناه نطاق 100 و105 طرازًا وتوافرها في جميع أنحاء العالم.
على الرغم من تشابه الجسمين 100 و105، إلا أن هناك بعض المؤشرات المرئية الخارجية بين كلا الطرازين. والأكثر وضوحًا هو أن الواجهة الأمامية للسيارة تظهر غالبًا أقل من المؤخرة في طرازات 100، بسبب آي أس أف. المؤشر الآخر هو تصميم العجلات. تتميز طرازات 100 بتصميمات عجلات مسطحة تقريبًا، بينما تتميز طرازات 105 بعجلات مقوسة. يسمح هذا الاختلاف لكلا الإصدارين بالاحتفاظ بمسارات عجلات متشابهة، على الرغم من أن 100 لديها مسار محور أوسع نسبيًا للسماح لنظام آي أس أف.
كان إدخال محرك في8 أيضًا الأول من نوعه لسيارة لاند كروزر، وكان يهدف تحديدًا إلى تحسين المبيعات في سوق أمريكا الشمالية، حيث كان المحرك الوحيد المتاح. في أستراليا ، كان محرك 100 في8 متاحًا في البداية فقط في طراز جاي أكس في الذي يحتل المرتبة الأولى في النطاق، بينما كانت الطرز متوسطة المدى والدخول 105 مدعومة بمحركات البنزين 1FZ-FE I6، أو محركات الديزل 1أتش زد. تمت إضافة 1HD-FTE توربو ديزل 100 الجديد إلى النطاق الأسترالي في أكتوبر 2000 بعد توفره في أوروبا والمملكة المتحدة منذ إطلاق السيارة في عام 1998. انتقدت الصحافة الآلية في أستراليا قرار تويوتا بتقديم 1HD-FTE المشهود المحرك فقط مع آي أس أف. صرحت مجلة الدفع الرباعي الأسترالية الشهرية «لن نسامح تويوتا أبدًا لاستقلالها في المقدمة مع محرك توربو ديزل 4.2 القوي».
شكلت السلسلة 100 أساس لكزس أل أكس 470، والتي تم بيعها أيضًا في اليابان باسم تويوتا سيجنوس.
كانت السلسلة 100 تسمى تويوتا لاند كروزر أمازون في المملكة المتحدة وأيرلندا من 1998 إلى 2007.
في عام 2000، احتفلت تويوتا بالذكرى الخمسين لسيارة لاند كروزر مع تقديم نماذج تذكارية في العديد من البلدان. بلغ إجمالي الإنتاج العالمي حتى الآن 3.72 مليون سيارة.
بقيت سلسلة 100 في الإنتاج حتى أواخر عام 2007، مع العديد من التعديلات الطفيفة مثل المصابيح الأمامية والمصابيح الخلفية والشبكة الأمامية والجناح الخلفي وتغييرات المواصفات التي أدخلت على مر السنين.
| التعيين | المحرك                       | القوة                                                     | عزم الدوران                                          | التوفر                                                                                          |
| ------- | ---------------------------- | --------------------------------------------------------- | ---------------------------------------------------- | ----------------------------------------------------------------------------------------------- |
| HZJ105  | 1 هرتز 4.2 لتر ديزل I6       | 96 كيلو واط (131 حصان، 129 حصان) عند 3800 دورة في الدقيقة | 271 نيوتن متر (200 رطل قدم) عند 2200 دورة في الدقيقة | إفريقيا، آسيا، أستراليا، الشرق الأوسط وأمريكا الجنوبية                                          |
| FZJ105  | 1FZ-FE 4.5 لتر بنزين I6      | 180 كيلوواط (245 حصان، 241 حصان) عند 4600 دورة في الدقيقة | 410 نيوتن متر (302 رطل قدم) عند 3600 دورة في الدقيقة | إفريقيا، آسيا، أستراليا، الشرق الأوسط وأمريكا الجنوبية                                          |
| FZJ100  | 1FZ-FE 4.5 لتر بنزين I6      | 180 كيلووات (245 حصان، 241 حصان) عند 4600 دورة في الدقيقة | 410 نيوتن متر (302 رطل قدم) عند 3600 دورة في الدقيقة | الشرق الأوسط والصين                                                                             |
| UZJ100  | 2UZ-FE 4.7 لتر بنزين V8      | 170 كيلووات (231 حصان، 228 حصان) عند 4800 دورة في الدقيقة | 410 نيوتن متر (302 رطل قدم) عند 3400 دورة في الدقيقة | إفريقيا، آسيا، أستراليا، الصين، أوروبا، اليابان، الشرق الأوسط، أمريكا الشمالية والمملكة المتحدة |
| HDJ1001 | 1HD-T 4.2 لتر توربوديزل I6   | 123 كيلوواط (167 حصان، 165 حصان) عند 3600 دورة في الدقيقة | 352 نيوتن متر (260 رطل قدم) عند 2000 دورة في الدقيقة | أفريقيا وأمريكا الجنوبية                                                                        |
| HDJ1002 | 1HD-FTE 4.2 لتر توربوديزل I6 | 150 كيلوواط (204 حصان، 201 حصان) عند 3400 دورة في الدقيقة | 430 نيوتن متر (317 رطل قدم) عند 1400 دورة في الدقيقة | أستراليا *، أوروبا، اليابان، الشرق الأوسط، نيوزيلندا والمملكة المتحدة.                          |

* لم يتم تقديم هذا المحرك في أستراليا حتى عام 2000.
تعتبر الفئة 100 بشكل عام سيارة متينة وموثوقة، ولكن تم تحديد ثلاث مشكلات معروفة، بشكل عام للمركبات التي تعمل في ظروف قاسية:
اكتسبت آي أس أف100 سمعة طيبة لفشل التعليق الأمامي في ظروف التشغيل حيث كان التعليق الأمامي عرضة لضرب توقفات الصدمات. تنتج العديد من الشركات عظم الترقوة السفلي المقوى لمنع التشققات من التطور.
تم الإبلاغ عن أن كلا الطرازين آي أس أف 100 ولايف أكسلي 105 يعانيان من كسر في المراكز التفاضلية الأمامية عند القيادة في ظروف قاسية. تم الإبلاغ عن الأعطال التفاضلية الأمامية الأكثر شيوعًا في طرازات آي أس أف في المركبات التي تم إنتاجها بين منتصف 1997 ومنتصف 1999 (أي سنوات الطراز 1998 و1999)، عندما قامت تويوتا بتركيب سلسلة آي أس أف 100 مع ترس تفاضلي أمامي 2 ترس ينثني بعيدًا عن ترس الحلقة تحت أحمال الصدمة). في عام 1999 (موديل عام 2000)، تلقت آي أس أف لاند كروزر ترسًا تفاضليًا أماميًا مكونًا من 4 تروس كان أكثر قوة - تم الإبلاغ عن عدد أقل من الإخفاقات. 

#### صالة عرض
|  |  |  |  |
|  |  |  |  |

### جي200 (2007)
| جي200             | جي200 |
| ملخص              | ملخص |
| ----------------- | --- |
| يسمى أيضًا         | تويوتا رورايما (فنزويلا) تويوتا لاند كروزر في8 (أوروبا) لكزس أل أكس 57                                                                      |
| الإنتاج           | سبتمبر 2007 حتى الآن |
| المجسم            | - اليابان: تويوتا أيشي (مصنع يوشيوارا) - اليابان: طهارة، آيتشي (نبات طهارة) - الصين: مدينة تشانغتشون (سيشيان فاو تويوتا موتور) (2008-2016） |
| المصمم            | - تاكانوري إيتو (2004) - تيتسو إندو (2012 تجميل: 2010) - ماتسونو كيسوكي (2015 تجميل: 2013)                                                  |
| الجسم والشاسيه    | |
| نمط الجسم         | سيارة دفع رباعي بأربعة أبواب |
| التصميم           | محرك أمامي، دفع رباعي |
| ذات الصلة         | لكزس أل أكس |
| مجموعة نقل الحركة | |
| المحرك            | - بنزين: - 4.0 لتر 1GR-FE V6.0 - 4.6 L 1UR-FE V8 - 4.7 L 2UZ-FE V8 - 5.7 L 3UR-FE V8 - ديزل: - 4.5 لتر 1VD-FTV بشاحن توربيني V8.0           |
| السرعات           | - 6 سرعات أوتوماتيكية - 8 سرعات أوتوماتيكية - 5 سرعات أوتوماتيكية - دليل 5 سرعات                                                            |
| الأبعاد           | |
| قاعدة العجلات     | 2850 ملم (112.2 بوصة) |
| الطول             | 4,990 مم (196.5 بوصة) |
| العرض             | 1980 مم (78.0 بوصة) |
| الارتفاع          | 1,945-1,970 ملم (76.6-77.6 بوصة) (قابل للتعديل)                                                                                             |
| الوزن الصافي      | 2,405-2,740 كجم (5,302-6,041 رطلاً) |

في عام 2002، بدأت خطة تطوير مدتها 5 سنوات لخليفة لمنصة السلسلة 100 تحت إشراف سادايوشي كوياري وتيتسويا تادا. بحلول عام 2004، بعد 10 سنوات من اختيار التصميم لسابقه في عام 1994، تمت تسوية التصميم النهائي للإنتاج لعام 2008 جي200. تم إجراء الاختبارات المتعلقة بالنماذج الأولية لأكثر من عامين بين عام 2004 وأوائل عام 2007. تم تقديم تويوتا لاند كروزر المعاد تصميمها في أواخر عام 2007. والمعروفة باسم الفئة 200، تشترك في منصة لكزس أل أكس 570 والتصميم العام. كان الإطار جديدًا، مشتقًا من الجيل الثاني من التندرا ولكن تم تقصيره وتقويته بنسبة 20 بالمائة. تمت إضافة دوارات وملاقط أكبر للفرامل وتم تعزيز التعليق الأمامي. كما أن البطانة السفلية محمية بألواح انزلاقية. تم إعادة تصميم أعمدة السقف لتوفير حماية أفضل للركاب عند الانقلاب.
واجهت الفئة 200 بعض الانتقادات بسبب إعادة تصفيف هيكلها اللطيف، حيث ادعى البعض أن تويوتا قد طورت هوية لاندكروزر الكلاسيكية ذات العلامات التجارية في جهودها لتلائم لاند كروزر مع تصميم السيارات والسيارات الحديثة في القرن الحادي والعشرين.
دخلت السيارة الإنتاج في سبتمبر 2007 وكانت متاحة للبيع من سبتمبر أو نوفمبر ، حسب البلد. أصبح متاحًا في فنزويلا للبيع في أوائل نوفمبر من نفس العام تحت الاسم المستعار المحلي «رورايما» (مأخوذ من جبل رورايما).
قدمت الفئة 200 العديد من الميزات والتحسينات على سابقتها لا تقتصر على التغييرات التجميلية التي أجريت على الجسم والداخل ، بما في ذلك:
- الدخول الذكي - يتم تشغيل جهاز استشعار عند وضع جهاز التحكم عن بعد بالقرب من السيارة، مما يسمح للمستخدم ببساطة بلمس مقبض الباب لفتحه.
- البدء الذكي - زر التشغيل / الإيقاف للاشتعال؛ المفتاح غير مطلوب.
- 4 مناطق للتحكم في المناخ على طرازات صحارى، مع زيادة فتحات المخرج من 18 إلى 28
- 10 وسائد هوائية (في أكس وصحارى)
- إطار أقوى وأخف وزنًا

يتم تضمين تقنيات مساعدة السائق المختلفة غير المتوفرة في الطرز السابقة بشكل قياسي ، بما في ذلك:
- سي آر إي دبليو أل، نظام التحكم بالدفع الرباعي الذي يعمل مثل مثبت السرعة على الطرق الوعرة، ويحافظ تلقائيًا على سرعة منخفضة موحدة للمركبة باستخدام الفرامل والخانق
- التحكم في المساعدة على المنحدرات
- نظام المكابح المانعة للانغلاق (ABS)
- يسمح نظام التعليق الديناميكي الحركي (كاي دي أس أس) بمفصلة أكبر للعجلة
- كاميرا اختيارية للرؤية الخلفية (في أكس)
- المقاعد الجلدية متوفرة بخيار كامل (في أكس)

تشمل تحسينات المحرك وناقل الحركة ما يلي:
محرك ديزل في8 اختياري جديد بالكامل ، محرك تويوتا في دي (إصدار مزدوج الشاحن التوربيني من المحرك المستخدم في سلسلة 70 منذ عام 2007).
يتم تضمين ناقل الحركة الأوتوماتيكي بشكل قياسي في جميع مستويات القطع في الفئة 200، ولا يتم تقديم ناقل حركة يدوي بخمس سرعات إلا مع طرازات 4.0 أل جاي أكس (في مناطق محددة) تم تخصيص علبة تروس أوتوماتيكية بخمس سرعات لطرازات البنزين 4.7 لتر، بينما تتلقى موديلات الديزل 4.5 لتر ناقل حركة أوتوماتيكي بست سرعات.
في اليابان، تم تحديث لاند كروزر في عام 2009 عندما تلقت محرك 4.6 لتر في8 1يو آر- أف إ وتم استبدال علبة التروس بـ 6 سرعات أوتوماتيكية. على الرغم من أن محرك 4608 سي سي 1يو آر- أف إ الجديد أصغر من محرك 4663 سي سي 2يو زد- أف إ القديم، فقد تمت زيادة الطاقة من 212 إلى 234 كيلوواط (288 إلى 318 حصانًا، 284 إلى 314 حصانًا)، زاد عزم الدوران من 448 إلى 460 نيوتن متر. م (330 إلى 339 رطلاً قدمًا) وتحسن استهلاك الوقود من 6.6 إلى 7.1 كم / لتر (19 إلى 20 ميلا في الغالون ‑ إمب ؛ من 16 إلى 17 ميلا في الغالون ‑ الولايات المتحدة) (اليابان 10 · 15 قياس الوضع).
في الشرق الأوسط، تم تقديم سلسلة لاند كروزر 200 في أواخر عام 2007 كنموذج عام 2008، وفي الفترة من 2008 إلى 2010 كان هناك ثلاثة خيارات للمحرك:
- 179 كيلوواط (243 حصان ، 240 حصان) محرك بنزين 4.0 لتر 1GR-FE
- 202 كيلوواط (275 حصان ، 271 حصان) محرك بنزين 2UZ-FE
- 162–173 كيلوواط (220-235 حصان ، 217-232 حصان) محرك ديزل توربو سعة 4.5 لتر 1VD-FTV.[35]

بدءًا من عام 2011، تم تقديم محرك 3UR-FE بقدرة 270 كيلووات (367 حصانًا؛ 362 حصانًا) جنبًا إلى جنب مع المحركات السابقة. بالنسبة لعام 2012، اكتسب محرك 1GR-FE VVT-i مزدوجًا وزادت الطاقة إلى 202 كيلوواط (275 حصانًا، 271 حصانًا)، وتم إسقاط 4.7 لتر 2UZ-FE لصالح 227 كيلو واط الجديدة (309 حصان ؛ 304 حصان) 4.6 لم يتغير L 1UR-FE و5.7 لتر و 4.5 لتر من الديزل، على الرغم من انخفاض الأخير في بعض الأسواق. 
في أمريكا الشمالية، يتم تقديم سلسلة لاند كروزر 200 بمستوى تقليم ومحرك واحد، محرك البنزين 5.7 لتر 3UR-FE V8 بقوة 284 كيلووات (386 حصان، 381 حصان) وعزم دوران 544 نيوتن متر (401 رطل قدم) يتم توجيهها من خلال ناقل حركة أوتوماتيكي بست سرعات. تم تصنيف السحب عند 3700 كجم (8200 رطل). تنجيد الجلد باللون البيج أو الأسود قياسي إلى جانب نظام الصوت جي بي أل بـ 14 مكبر صوت. خيار العجلة الوحيد هو 18 بوصة (460 مم) مما يسمح بالكثير من الجدار الجانبي بحيث يمكن قيادة السيارة على الطرق الوعرة دون تعديل على الرغم من أن نمط المداس الأكثر عدوانية ينصح به في حالة الطين العميق.
بالنسبة لعام 2013، أضافت تويوتا جميع خيارات السلامة والرفاهية الاختيارية مسبقًا بشكل قياسي. يتم الآن تشغيل لاند كروزر بزر تشغيل، ومصابيح أتش آي دي الأمامية مع ضبط مستوى الضوء، وفتحة سقف كهربائية، ومساحات زجاج أمامي مستشعر للمطر تلقائيًا، ومقاعد خلفية مدفأة ومدفأة (جلد مثقوب) ومقاعد خلفية مدفأة فقط، ونظام ترفيه دي في دي للمقاعد الخلفية، وبلوتوث، والرؤية الخلفية كاميرا مزودة بأجهزة استشعار لوقوف السيارات ونظام ملاحة وراديو عالي الدقة ونظام (بالإنجليزية: Entune)‏. ميزة أخرى جديدة هي نظام تحديد التضاريس المتعددة والذي يساعد على التحكم في انزلاق العجلات وقفل المكابح مما يوفر خيارات يمكن تحديدها من: الصخور، الصخور والأوساخ، والصخور السائبة، الطين والرمل ، بالإضافة إلى نظام تحديد التضاريس المتعددة. تُعرف هذه الميزة باسم نظام الكبح التكيفي المانع للانغلاق الذي يتكيف مع حالة الطريق مثل الطين أو الرمل ويستخدم بكفاءة ABS لتقليل مسافة الكبح على أي نوع من التضاريس.
في أوقيانوسيا، يتم تقديم السلسلة 200 في أربعة مستويات مختلفة من القطع: جاي أكس وجاي أكس أل وفي أكس وصحارى.
في أغسطس 2015، أطلقت تويوتا نسخة محدثة من جي200 لاند كروزر في اليابان، والتي تم بيعها لاحقًا على مستوى العالم. ظهر هذا الإصدار لأول مرة في الولايات المتحدة في عام 2015 لعام 2016. يحتوي الإصدار الجديد على العديد من التغييرات الميكانيكية، بما في ذلك ناقل حركة أوتوماتيكي جديد من 8 سرعات يتم التحكم فيه إلكترونيًا (ECT-i) مقترن بمحرك البنزين الأصلي سعة 5.7 لتر 3UR-FE في8، ومكابح قرصية أمامية أكبر، ونسبة محور أعلى (3.30: 1 مقابل 3.90: 1 في السنوات السابقة). كانت التحديثات على الواجهة الأمامية، والشبكة، والمصابيح الأمامية (مع المصابيح التي تعمل بضوء النهار)، والمصابيح الخلفية والمصدات هي أبرز المزايا الخارجية في عملية تحسين الوجه. تضمنت التغييرات الداخلية نظام وسائط متعددة جديدًا وواجهة مع شاشات أكبر في الأمام والخلف ، بالإضافة إلى التصميم الداخلي المحدث.
في الصين، تم إنتاج لاند كروزر 200 من 2008 إلى 2016 بواسطة سيشان فاو تويوتا موتور (بالإنجليزية: Sichuan FAW Toyota Motor)‏. كان محركا 4.0 L 1GR-FE V6 و 4.7 L 2UZ-FE في8 هما الخياران المتاحان للمحرك - كلاهما مقترن بصندوق تروس أوتوماتيكي بخمس سرعات. كانت مستويات القطع 4.0 جاي أكس-آر و4.0 في أكس و4.7 في أكس و4.7 في أكس-آر.
في فبراير 2019، قدمت تويوتا نسخة تراثية من لاند كروزر في معرض شيكاغو للسيارات كجزء من الذكرى الستين لإطلاق أف جي40. ستقوم تويوتا ببناء 1200 سيارة فقط وستكون متاحة فقط كسيارة ذات 5 مقاعد تباع في الولايات المتحدة. من المتوقع أن تبدأ المبيعات في الربع الثالث من عام 2019 لطراز عام 2020.
في ديسمبر 2020، أكدت تويوتا لمجلة رود أند تراك (بالإنجليزية: Road and Track)‏ أنه سيتم إيقاف إنتاج لاند كروزر في أمريكا الشمالية بعد عام 2021.

#### صالة عرض
|  |  |  |  |
|  |  |  |  |

### جي300 (2021)

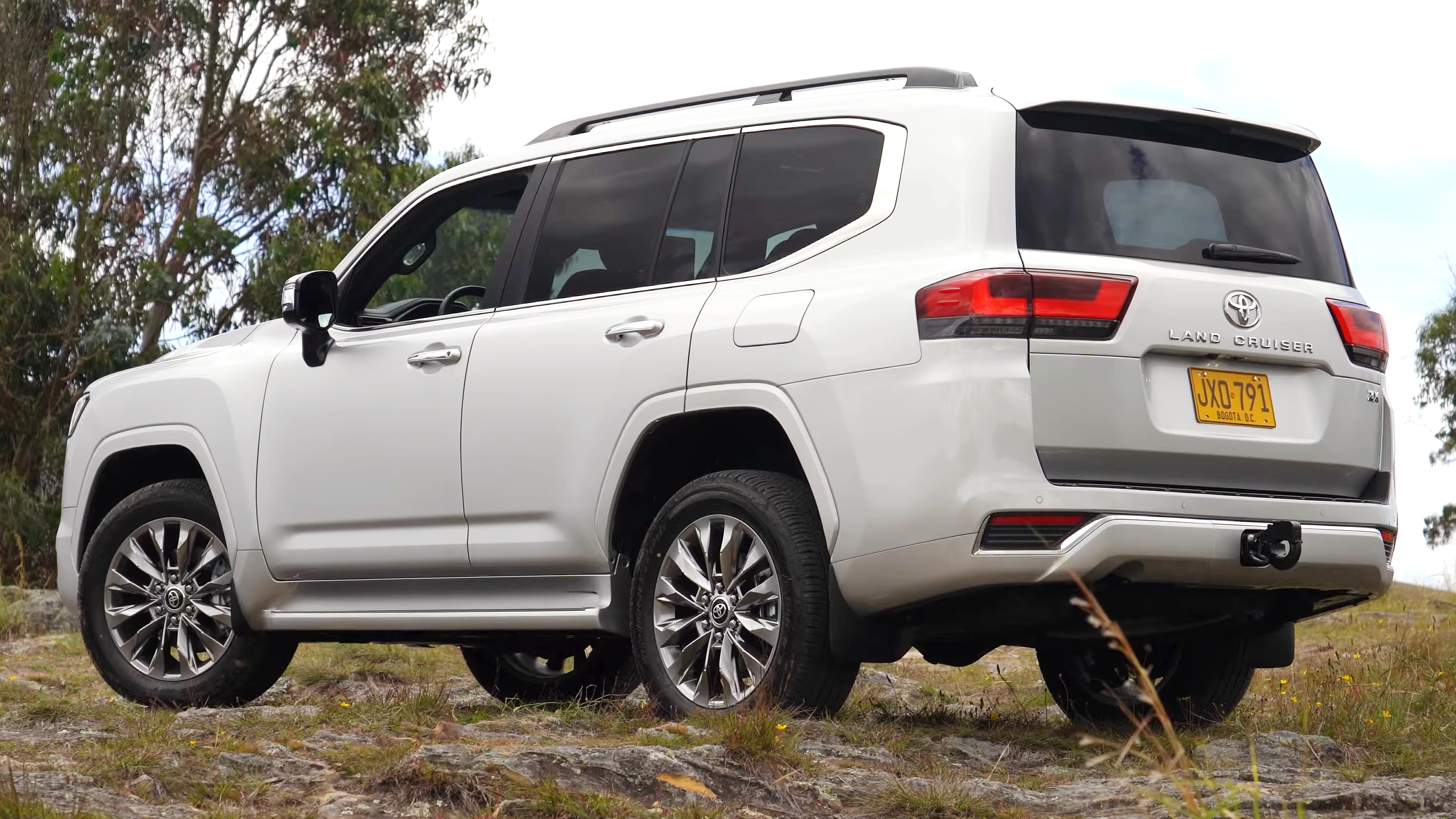
السيارة من الخلف

تم طرح السيارة للبيع في الإمارات العربية المتحدة والكويت في 20 يونيو 2021.
صرحت تويوتا أن سلسلة  لاند كروزر جي300 لن تكون متاحة للبيع مباشرة في الولايات المتحدة بسبب انخفاض المبيعات لسلسلة جي200.

## المبيعات
| السنة | أستراليا | الولايات المتحدة |
| ----- | -------- | ---------------- |
| 1999  |          | 18,602           |
| 2000  |          | 15,509           |
| 2001  |          | 7,591            |
| 2002  |          | 6,752            |
| 2003  |          | 6,671            |
| 2004  |          | 6,778            |
| 2005  |          | 4,870            |
| 2006  |          | 3,376            |
| 2007  |          | 3,251            |
| 2008  |          | 3,898            |
| 2009  |          | 2,261            |
| 2010  |          | 1,807            |
| 2011  |          | 1,662            |
| 2012  |          | 2,895            |
| 2013  |          | 3,082            |
| 2014  |          | 3,158            |
| 2015  | 9,202    | 2,687            |
| 2016  | 11,813   | 3,705            |
| 2017  | 12,814   | 3,100            |
| 2018  | 42,267   | 3,222            |
| 2019  |          | 3,536            |
| 2020  |          | 3,146            |

في أغسطس 2019 ، تجاوزت المبيعات العالمية التراكمية لتويوتا لاند كروزر 10 ملايين وحدة.

## استخدام من قبل الجماعات المسلحة والقوات العسكرية
نظرًا لقوة تحملها والثقة الكبيرة التي اكتسبتها على مر السنين، أصبحت لاند كروزر، جنبًا إلى جنب مع تويوتا هيلوكس الأصغر ، ذات شعبية كبيرة بين الجماعات المسلحة في المناطق التي مزقتها الحرب. استفسر مسؤولو مكافحة الإرهاب الأمريكيون عن شركة تويوتا حول كيفية حصول تنظيم الدولة الإسلامية المتطرف في العراق والشام على أعداد كبيرة من سيارات تويوتا لاند كروزر وهايلوكس. قال مارك والاس، الرئيس التنفيذي لمشروع مكافحة التطرف: 
«للأسف، أصبحت تويوتا لاند كروزر وهايلوكس تقريبًا جزءًا من علامة المنظمات الإرهابية التجارية».

## إصدارات حديثة
أطلقت تويوتا هذا الجيل من لاند كروزر عام 2008، وشهد العام 2012 أول عملية تحديث لسيارة الدفع الرباعي المميزة من تويوتا، بينما جاءت تويوتا لاندكروزر 2015 بعدد من التعديلات الطفيفة وبقيت خيارات المحركات دون تغيير، وتُعتبر لاند كروزر مركبة عائلية بامتياز حيث تتمتع بإمكانية تغيير ترتيب المقاعد بسهولة لتتسع لـ8 أو 9 .
من الأمام يظهر شبك التهوية العريض ذو الخطوط الأفقية مع الأضواء الأمامية عالية الوضوح مع مصابيح ال أي دي النهارية، بالإضافة إلى أضواء ضباب دائرية أسفل الصادم الأمامي، بينما تتميز تويوتا لاندكروزر 2015 بجنوط معدنية قياس 18 إنش تويوتا لاندكروزر 2015 وأضواء خلفية كبيرة عالية الوضوح.
داخلية تويوتا لاند كروز 2015 فخمة وأنيقة، وتشتمل على لوحة عدادات واضحة بتصميم عصري وعجة قيادة خشبية مع مقبض أكبر لذراع نقل الحركة (جير)، كما تتمتع داخلية تويوتا لاندكروزر 2015 بشاشة عرض كبيرة يمكن استخدامها للتحكم بالعديد من الوظائف والأنظمة الترفيهية
وبقيت خيارات المحركة من الطراز السابق، وهي محرك في6 سعة 4 لتر بقوة 271 حصان، يتسارع بالسيارة من صفر إلى 100 كم/س في 9.8 ثانية ويصل إلى سرعة قصوى تبلغ 200 كم، ومحرك في8 سعة 4.6 لتر بقوة 304 حصان ينطلق إلى سرعة 100 كم/س في 8.5 ثانية وصولاً إلى سرعة قصوى تبلغ 200 كم/س، ومحرك في8 سعة 5.7 لتر .
نسخ لاندكروزر 2015
- جي إكس.
- جي إكس ار 1 (6 سلندر).
- جي اكس ار 1 (8 سلندر).
- جي اكس ار 3 (8 سلندر).
- في اكس ار.
- في اكس ار إصدار الذكرى الستين